# Francisque Michel
Francisque Xavier Michel (Lione, 18 febbraio 1809 – Parigi, 18 maggio 1887) è stato un filologo francese.
Il nome di Francisque Michel rimane legato alla scoperta, nel 1835, del celebre manoscritto di Oxford, contenente il testimone più antico e completo della Canzone di Orlando. Riconosciuta la validità del suo lavoro, il governo francese lo inviò 1833 a proseguire le sue ricerche in Inghilterra, dove nella Biblioteca Bodleiana di Oxford rinvenne il codice ed in seguito lo pubblicò.
Nel 1839 fu nominato professore nella Facoltà di Lettere all'Università di Bordeaux.